# Tricorynus dudleyae
Tricorynus dudleyae är en skalbaggsart som beskrevs av White 1981. Tricorynus dudleyae ingår i släktet Tricorynus och familjen trägnagare. Inga underarter finns listade i Catalogue of Life.